# Circuito da Boavista
Circuito da Boavista je dirkališče, ki leži v bližini portugalskega mesta Porto. V letih 1958 in 1960 je gostilo dirko Formule 1 za Veliko nagrado Portugalske.

## Zmagovalci
| Leto | Dirkač        | Moštvo        | Poročilo |
| ---- | ------------- | ------------- | -------- |
| 1960 | Jack Brabham  | Cooper-Climax | Poročilo |
| 1958 | Stirling Moss | Vanwall       | Poročilo |